# Kanton Vignory
Der Kanton Vignory war bis 2015 ein französischer Wahlkreis im Arrondissement Chaumont, im Département Haute-Marne und in der Region Champagne-Ardenne; sein Hauptort war Vignory, Vertreter im Generalrat des Départements war seit 1998 Denis Maillot.

Lage des ehemaligen Kantons Vignory im Arrondissement Chaumont

## Gemeinden
Der Kanton umfasste 16 Gemeinden:
| Gemeinde                | Einwohner Jahr | Fläche km² | Bevölkerungsdichte | Code INSEE | Postleitzahl |
| ----------------------- | -------------- | ---------- | ------------------ | ---------- | ------------ |
| Annéville-la-Prairie    | 67 (2013)      | 5,22       | 13 Einw./km²       | 52011      | 52310        |
| Bologne                 | 1880 (2013)    | 31,26      | 60 Einw./km²       | 52058      | 52310        |
| Daillancourt            | 90 (2013)      | 7,91       | 11 Einw./km²       | 52160      | 52110        |
| Froncles                | 1590 (2013)    | 20,05      | 79 Einw./km²       | 52211      | 52320        |
| La Genevroye            | 30 (2013)      | 2,83       | 11 Einw./km²       | 52214      | 52320        |
| Guindrecourt-sur-Blaise | 45 (2013)      | 5,52       | 8 Einw./km²        | 52232      | 52330        |
| Lamancine               | 131 (2013)     | 4,48       | 29 Einw./km²       | 52260      | 52310        |
| Marbéville              | 105 (2013)     | 17,71      | 6 Einw./km²        | 52310      | 52320        |
| Mirbel                  | 43 (2013)      | 6,08       | 7 Einw./km²        | 52326      | 52320        |
| Ormoy-lès-Sexfontaines  | 48 (2013)      | 5,53       | 9 Einw./km²        | 52367      | 52310        |
| Oudincourt              | 153 (2013)     | 7,44       | 21 Einw./km²       | 52371      | 52310        |
| Soncourt-sur-Marne      | 404 (2013)     | 13,63      | 30 Einw./km²       | 52480      | 52320        |
| Viéville                | 341 (2013)     | 11,18      | 31 Einw./km²       | 52522      | 52310        |
| Vignory                 | 265 (2013)     | 19,46      | 14 Einw./km²       | 52524      | 52320        |
| Vouécourt               | 212 (2013)     | 13,42      | 16 Einw./km²       | 52547      | 52320        |
| Vraincourt              | 87 (2013)      | 3,48       | 25 Einw./km²       | 52548      | 52310        |

## Bevölkerungsentwicklung
| 1962 | 1968 | 1975 | 1982 | 1990 | 1999 | 2006 | 2012 |
| ---- | ---- | ---- | ---- | ---- | ---- | ---- | ---- |
| 5898 | 6367 | 6523 | 6271 | 5926 | 5578 | 5514 | 5498 |